# Medalla d'Honor de Barcelona
La Medalla d'Honor de Barcelona és una distinció atorgada anualment per l'Ajuntament de Barcelona per distingir aquelles persones, físiques o jurídiques, nacionals o estrangeres, que hagin destacat en la defensa de la ciutat, així com en la defensa de les virtuts i valors cívics.
Va ser instituïda el 1997, durant el mandat de l'alcalde de Barcelona Joan Clos, amb motiu del centenari de les agregacions dels municipis de l'entorn a Barcelona, els actes solemnes que se celebren anualment al Saló de Cent.
Posteriorment, l'any 2012, l'Ajuntament de Barcelona va reformar la normativa que afectava les distincions i medalles existents i va regular la creació de quatre categories de distincions:
- Medalla d'Or de la Ciutat de Barcelona, és la màxima distinció que té per objecte distingir persones físiques o jurídiques, nacionals o estrangeres, que hagin destacat pels seus extraordinaris mèrits personals o per haver prestat serveis rellevants a la ciutat.

- Medalla d'Or al Mèrit Cultural, Científic, Cívic o Esportiu, és un reconeixement a la trajectòria de persones o entitats que han treballat en favor de la ciutat de Barcelona. Reconeixen la qualitat de l'obra feta per aquests ciutadans i ciutadanes en les diverses branques de la cultura, les ciències, el civisme o l'esport.

- Medalla d'Honor de Barcelona és una distinció a aquelles persones, físiques o jurídiques, nacionals o estrangeres, que hagin destacat en la defensa de la ciutat, així com en la defensa de les virtuts i valors cívics. Els guardonats ho són per la seva trajectòria i també com a símbol i com a representants d'una ciutadania compromesa amb els valors de la solidaritat, la convivència, el desenvolupament sostenible, el diàleg i la cultura de la pau.

- Títol honorífic d'Amic o d'Amiga de Barcelona, té per objecte distingir aquelles persones físiques o jurídiques, estrangeres o de nacionalitat espanyola amb residència fixa a l'estranger, que per les seves activitats hagin afavorit notablement els interessos generals de Barcelona, o destacat notòriament en defensa d'aquests interessos.

## Descripció
La Medalla d'Honor de Barcelona incorporarà el segell de la ciutat, el nom de la persona guardonada i la data de concessió.
Juntament amb la Medalla, les persones guardonades rebran un botó que la reprodueix, que adoptarà la forma de placa quan el guardó recaigui en una persona jurídica.
La Medalla d'Honor de Barcelona s'atorga per acord del Plenari del Consell Municipal. La iniciativa correspondrà a cadascun dels consells de districte, els quals elevaran una proposta de distinció a la Comissió de Plenari, que podrà proposar la concessió d'un total de vint-i-cinc distincions: cinc de l'àmbit de la ciutat, i dues més de cadascun dels districtes.
S'atorga anualment i té caràcter vitalici.

## Guardonats amb la Medalla d'Honor de Barcelona

### 1997
Joaquima Argelas i Sayols, Carme Balcells i Segalà, Bonaventura Batlle i Piera, Dolors Boadas i Ribas, Francesc Carbonell i Barberà, Anselm Cartañà i Gómez, Nicolau Casaus de la Fuente i Jené, Salvador Cortadellas i Baltasar, Josep Maria Huertas Claveria, Cristòfol Jordà i Barreras, Antònia Macià i Gómez, Josep Martínez de Foix, Dídac Mora i Navarro, Roser Oller i Montia, Teresa Pàmies i Bertran, Francesc Perelló i Picchi, Martí Pous i Serra, Jaume Serrano i Vidal, Antoni Torrens i Gost, Josep Verdura i Tenas, Manuel Vital i Velo, Cooperativa Cultural Rocaguinarda, Gràcia Territori Sonor.

### 1998
Josep Bigordà i Montmany, Francesc Borrell i Mas, Josep Bota i Prat, Josep Calderó i Calopa, Alfons Cánovas i Lapuente, Josep Casas i Bosch, Sor Inocencia Castaño i Reolid, Elvira Farreras i Valentí, Andreu Garcia i Cartanyà, Maria Mercè Marçal, Maria Martinell i Taxonera, Josep Moran i Ocerinjauregui, Miquel Núñez González, Anna Puig i Giménez, Antoni Roca i Villarroya, Jorge Salvat i Gras, Mossèn Francesc Tena, Antoni Trullà i Forcada, Ateneu Cultural Hortenc, Carolines de La Rambla, Colla de Castellers de la Vila de Gràcia, Comité d'Empresa de La Maquinista Terrestre i Marítima, Secció Esportiva Santa Eulàlia.

### 1999
Aurora Altisent i Balmas, Josep Baiget i Masip, Joan Caballé i Abella, Manuel Campo i Tolosana, Salvador Clop i Urpí, Mercè Company i González, Maria Estrany i Garí, Antonio Faro i Canet, Jordi Llimona i Barret, Miquel Llongueras i Campañà, José Macías i Macías, Manuel Martínez i Martínez, Maria Lluïsa Oliveda i Puig, Fernando Rodríguez Ocaña, Joan Sardà i Domènech, Alejandro Ulloa, Joan Enric Vives i Sicília, Agrupació Sardanista l'Ideal d'en Clavé de les Roquetes, Associació d'Artesans de Gràcia, Associació Amical de Mauthausen, Associació Cultural TRAM, Biblioteca Popular de Montbau "Albert Pérez Baró", Centre de Cultura Popular Montserrat Centre de Recursos Educatius per a Deficients Auditius Pere Barnils, Col·legi Lestonnac de Barcelona, Coordinadora d'Associacions de Veïns i Veïnes i Entitats de Nou Barris.

### 2000
Adela Agelet i Gomà, Castellers de Barcelona, José Andrés i González, Manuel Ausensi, Francesc Blanch i Moya, Maria Dolors Bonal i de Falgàs, Josep Baiget i Masip, Josep Corachán i Camps, Desideri Díez i Quijano, Teresa Ferreres i Torre, Teodor Garriga i Osca, Tomàs Padrosa i Cervera, Àngel Pérez i Moreno, Joaquim Planas i Mondús, Miquel Tejada i Girón, Juan Manuel Velasco Garcia, Rosa Vidal i Puiggrós, Genaro Villagrasa i Alcaide, Associació d'Entitats per al Pla Integral del Casc Antic, Arxiu Històric de Roquetes-Nou Barris, Associació de Disminuïts de Sants-Montjuïc, Casal dels Infants del Raval, CEIP Municipal Patronat Domènech, Colla de Sant Medir "Unió Gracienca", Consell de la Joventut de Barcelona, Federació d'Associacions de Pares d'Alumnes de Catalunya, Federació de Cors de Clavé.

### 2001
Francisco Abad Abad, Josep Maria Alòs i Martínez, Antoni Brengaret i Framis, Joaquim Carbó i Masllorens, Joana Clement i Sangüesa, Josep Espar i Ticó, Enriqueta Gallinat i Roman, Gregorio López Raimundo, matrimoni Agustí Jolis i Felisart - Maria Antònia Simó, Josep Moratalla i Martínez, Joan Múrria i Boada, Montserrat Olivella i Valls, Vicenç Raventós i Arquer, Diosdado Rebollo Calleja, Carles Sentís i Anfruns, Roser Vallhonesta i Molins, Josep Verdaguer i Coma, Josep Vila i Amorós, Francesc Vilaplana i Tarradas, Associació Catalana d'Expresos Polítics, Associació d'Amics dels Gegants del Pi, Centro Cultural García Lorca, Coordinadora de Grups Corals de la Barceloneta, Fundació Engrunes, Societat Coral l'Espiga.

### 2002
Roser Argemí d'Abadal, Josep Botia i Rodríguez, Jordi Carbonell i de Ballester, Rafael Delgado Cruz, Jordi Gras i Mateu, María Eugenia Ibáñez Calle, Jaume Mateu i Bullich, Teresa Morros i Canalda, Eugeni Pérez i Sánchez, Jordi Petit, Ana Rodríguez Rodelas, Alícia Roig i Salas, Joaquim Sabaté i Dausà, Roser Soliguer i Valls, Francesc Soto i Garcia, Agrupament Escolta Ramon Llull, Associació d'Amics del Barri de Sant Just, Associació de Veïns de Torre Baró, Banc Solidari, Colles de Cultura Popular de Gràcia, Comunitat de Sant Egidi, Discos Castelló, Federació d'Associacions i Comissions de Carrers de la Festa Major de Sants, Foment Excursionista de Barcelona, Orfeó de les Corts.

### 2003
Joan Alemany i Esteve, Aldees Infantils SOS de Catalunya, Amnistia Internacional de Catalunya, Jaime Arias Zimerman, Salvador Escamilla i Gómez, Agustí de Semir i Rovira, Maria Datzira i Cervera, Fundació Prisba, Josep Vilar i Bresó, Montserrat Vilas i Sitjes, Francesc Boix i Torres, Jordi Romeu i Barrera; Coordinadora d'Entitats Pro Persones amb Disminució del Districte de les Corts, Mercè Piqueras i Carrasco, Escoles Públiques de Primària del Districte de Sarrià-Sant Gervasi, Maria Salvo i Iborra, IES Vila de Gràcia, Josep Gimeno i Capilla, Maria Mas i Canals, Coral Canticorum Rafael Juncadella i Urpinas, Germandat de Trabucaires, Geganters i Grallers de Sant Andreu, Paulina Torres i Marqués, Manuel Martínez i Arcos, Salvador Torres i Romeu.

### 2004
Club d'Amics de la Unesco de Barcelona, Francesc Candel i Tortajada, Andreu Claret i Casadessús, Grup Àgata, Victòria Sau i Sánchez, Caputxins del Santuari de la Mare de Déu de l'Ajuda, Enric Pantaleoni i Andreu, Marina Comellas i Fernández, Cosme Saló i Ibars, Associació de Pares de Treballadors de SEAT amb Fills Disminuïts, Esbart Ciutat Comtal, Centre d'Higiene Mental de les Corts, Mercè de la Torre i Galeas, Salvador Albuixech i Mañas, Centre Excursionista Els Blaus, Pius Alibek Hermez, Club Excursionista de Gràcia, Associació Nou Horitzó, Marisa Ordóñez i Bernardo, Centro Cultural Andaluz y Artístico Manuel de Falla, Societat Coral l'Ideal d'en Clavé, Carme Bazán i Lázaro, Pere Heredero i Mayol, Felicidad Gracia i Alconchel, José Manuel Rodríguez Méndez.

### 2005
Associació Projecte dels Noms, Joan Cervera i Batariu, Gaspar Espuña i Berga, Francesc Flaqué i Fontanals, Maria José Vázquez Arias, Club Bàsquet Ciutat Vella, Societat Coral Perla Agustinenca, Joan B. Isart López, Antoni Navarro Monteys, Família Santiveri, Fundació Hospital Sant Pere Claver, Antoni Pallarès i Tuset, Lleonard Ramírez i Viadé, Fèlix Amat i Parcerisa, Mariano Meseguer Bielsa, Manel Giménez i Valentí, Nexe Fundació Privada, Francisco González Díaz, Joan Termes i Roig, Juanjo Ferreiro Suárez, Grup de Foc de Nou Barris, Agrupació Excursionista Muntanya, Francesc Porret i Gay, Josep Lluís Martín Cela, Montserrat Montull i Pujol.

### 2006
Associació Les Dones del 36, Josep Maria Ainaud de Lasarte, Cos Consolar Acreditat a Barcelona, Círculo Ecuestre, Fèlix Martí i Ambel, Francesc Caballer i Tarragó, Comparsa del Carrer Nou de la Rambla, Núria Llimona i Raimat, Mercè Querol i Barberà, Josep Espinàs i Xivillé, Maria Josepa Casanellas i Escofet, Francesc Nogueroles i Casas, Montserrat Paco i Abadia, Caputxins de Sarrià, Antiga Drogueria Galvany, Jordi Fàbregas i Canadell, CEIP Baldiri Reixac, Associació Esclat, Foment Hortenc, Hermandad Nuestra Señora del Rocío «Los Romeros», Josep Verdú i Mateos, Josep Muñoz i Puerta, Grup de Dones de la Trinitat Vella, Santos Pérez i Lambán, Nicasi Camps i Pinós.

### 2007
La Confraria de Sant Marc Evangelista de Mestres Sabaters de Barcelona, Carles Güell de Sentmenat, Depana, Josep Maria Mestres i Quadreny, Tamaia Associació de dones contra la violència familiar, Associació de Geganters, Grallers i Bestiari de la Barceloneta, Enric Sànchez i Arias, Col·legi Casp-Sagrat Cor de Jesús, Vicenç Gasca i Grau, Associació Catalana "La llar" de l'Afectat d'Esclerosi Múltiple, Lluís Maté i Solé, Maria Victòria Garcia i Gaitero, Enric Rovira i Vall de Vilarmó, Asociación de Mujeres Latinas Sin Fronteras, Pere Grau i Andreu, Agrupament Escolta Lluïsos de Gràcia, Albert Torres i Bosch, Montserrat Soler i Carnicer, Benito José Durán Sánchez, Teresa Salvador i Salvador, Pepita Ferrer Martínez, Salvador Angosto Calvet, Escola Municipal Ignasi Iglesias, Gloria Bañon Fàbregas, Joan Barot i Olivé.

### 2008
Núria Feliu i Mestres, Armand de Fluvià i Escorsa, Luis del Olmo Marote, Isabel Sanagustín i Aijon, Albert Musons i Agell, Xavier Cordomí i Fernàndez, Lluïsa Longan i Anies, Manuel Penin i Fernández, María del Carmen Corbalán Ortiz, Luciano Pérez Valdeolivas, Constantí Sotelo i Paradela, Enric Ricart i Garcia, Josep Xarles i Santaló, les Escolàpies Llúria, Lluïsos d'Horta, Consell de la Joventut d'Horta-Guinardó, Escola Superior d'Administració i Direcció d'Empreses (ESADE), Institut d'Estudis Superiors d'Empresa (IESE), Centre Parroquial Sant Vicenç de Sarrià, Taula de Cors, Associació de les Nacions Unides a l'Espanya (ANUE), Ca la Dona, Esbart Català de Dansaires, Centre Eulalienc, Comissió de Festes del Barri dels Indians.

### 2009
Pere Català i Roca, Enric Lacalle i Coll, Ermengol Passola i Badia, Frederic Sardà i Tamaro, Maria Antònia Canals i Tolosa, Manuel Pousa Engroñat, Associació Catalana d'Integració i Desenvolupament Humà acidH, Salvador Barrau i Viñas, Custodia Moreno Rivero, Associació esportiva BCN per a Persones amb Discapacitat Psíquica, Associació Barceloneta Alerta, Escola Cintra, Robert Cosialls Español, Escola Joan Miró, Bona Voluntat en Acció, Federació d'Associacions, Entitats i Comissions d'Hostafrancs, Col·legi Pare Manyanet, Fundació Pere Tarrés, Jordi Farell i Orpí, Plataforma Salvem Can Fargues, Club d'Atletisme Nou Barris (CANB), Associació de Veïns i Veïnes de Bon Pastor, Xavier Basiana Vers, Miquel Figueras i Segalés, Anna Garcia i Cànovas

### 2010
Aureli Argemí i Roca, Associació de Famílies nombroses de Catalunya (FANOC), Eulogio Dávalos Llanos, Hermandad de Nuestra Señora del Rocío de Barcelona, Montserrat Sagarra i Zacarini, Centre Sant Pere Apòstol, Emili Cota i Escribano, Carme Izquierdo Ruiz, Parròquia de Sant Francesc de Sales, Associació de Comerciants Creu Coberta, Castellers de Sants, Universitat de Barcelona, Universitat Politècnica de Catalunya (UPC), Centre d'Acollida Assís, Beneta Oromí Llubes, Josep Comellas Bou, FF. MM. Caputxins de Pompeia: Comunitat Cristiana, Antonio Garrido Martínez, Maria Teresa Rosell Calavia, Consell Sectorial de la Gent Gran de Nou Barris, Xarxa Educativa Pública de Nou Barris 0-18, Consell Escolar de l'Escola Octavio Paz, Ignacio Carlos Parody Núñez, Manel Garcia i Vila, Pepi Rafel i Durany

### 2011
Institut de Drets Humans de Catalunya, Chufo Llorens, Jordi Porta i Ribalta, Maria Agustina Solé i Riumalló, Elvira Vázquez Manchón, Associació d'Amics, Veïns i Comerciants de la Rambla, Associació de Comerciants i Veïns del carrer Cera de Barcelona, Bàsquet CP Roser, Federació Tres Tombs de Sant Antoni Abat de Barcelona, Parròquia de Mare de Déu de Port, Sants 3 Ràdio, Federació de Plataforma d'Entitats de Persones amb Discapacitat del districte de Les Corts, Carmen Maggi i Puig, Àrtur Àngel i Góngora, L'Antiga de Sant Medir, Agrupament Escolta Jaume I del Coll, Conxa García i Segarra, Foc - Diables del Carmel, Agustí Xifre i Navarro, Grup de Dones en Forma de Torre Llobeta, María Ruíz Martos, Carmina Álvarez i Les, Associació Teatral La Jarra Azul, Dolors Baqué i Palomera, Eduard Miró i Saladrigas

### 2012
Elena Barraquer i Compte, Barnasants, cançó d'autor, Josep Antoni González i Casanova, Orfeó l'Eco de Catalunya, Josep Antoni Salgot i Vila, Enric Canet i Capeta, Fundació Comtal, Escola Fàsia, Mercedes Page Díaz, Fernando Abad Huete, Fundació Cultural Hostafrancs (Escola Joan Pelegrí), Associació de Concessionaris del Mercat de les Corts, Club Petanca Benavent, Efrèn Carbonell i Paret, Escola Nausica, Escola Vedruna Gràcia, Francesc Miñana i Armadàs, Josep Baselga Torres, Gresol, Ajuda i Solidaritat del Guinardó, Centre Cruïlla, Centre Cultural Els Propis, Associació de Veïns i Veïnes de la Sagrera, Associació de Veïns i Veïnes de Sant Andreu de Palomar, Foment Martinenc, Diego Hornos Navarro

### 2013
Josep Vicenç Fabra i Muntadas, Isidre Molas i Batllori, Sor Genoveva Masip, Federació d'Associacions Catalanes Amigues del Poble Sahrauí (ACAPS), Jesús Portavella i Isidoro, Antònia Vilàs i Ferràndiz, Associació per a Joves TEB, Ballets de Catalunya Associació Cultural, Jordi Bonet i Armengol, Escola Miquel Bleach, Josep Vicenç Ortiz i Barreda, Col·legi Paideia, Alfonso Huéscar Sánchez, Ferrocarrils de la Generalitat de Catalunya, Marta Mestres i Rodon, Matilde Climent Gómez, Espectarama S.A. (Cinemes Verdi), Federació de Comerç Cor d'Horta i Mercat d'Horta, Taller Escola Sant Camil, Asociación Cultural Amigos de San Froilán, Fundación Yehudi Menuhin España, Montserrat Cararach i Bruguera, Juan José Moro Viñuelas, Club Esportiu Júpiter, Jordi Giró i Castañer

### 2014
Julio Ríos Gavira, Maria Dolors Renau i Manén, Manuel Martín Román, Plataforma del Transport Públic, Somescola.cat, Núria Paricio, Associació de Festes de la Plaça Nova, Maria Lluïsa Baiget i Elias, Salesians de Rocafort, Josep Romeu Redondo, CEIP Escola del Bosc, Associació de Discapacitats Visuals de Catalunya, Comunitat Educativa de l'Aula de Formació d'Adults de les Corts, Jesús Mestre Godes, Escola Nostra Senyora de Lurdes, Ricard Estruch Payà, Associació de Pensionistes i Jubilats La Sedeta-Camp d'en Grassot, Francesc Lladós Pastellé, Fundació ADSIS Barcelona, Juan Navarro Garcia, Pere Cánovas Aparicio, Juan Romero Sastre, Coordinadora d'AMPAS d'escoles públoques del Districte de Sant Andreu, Josep Dalmau Nolla, Federació d'Entitats del Clot-Camp de l'Arpa.

### 2015
Fundació Jordi Sierra i Fabra, Associació Arca de Noè, Enric Corominas Vila, Ateneu Popular de Nou Barris, Albert Garcia Espuche, Teresa Picazo, Coordinadora de Corals del Raval, Montserrat Roma Pitarque, Fundació Elizalde, Jordi Suñé de Sanjuan, Fundació Artesà, Oriol Canals Boix "Oriol Foll", Grup promotor del monument a la Presó de Dones de Les Corts, Bartolomé Criado Rodríguez, Centro Asturiano de Barcelona, Eloi Babiano Sánchez, Unió Excursionista de Catalunya de Gràcia, Associació d'Ajuda per la Fibromiàlgia de Catalunya AFIBROCAT, Joan Martínez i Vendrell, Eix Nou Barris Centre Comerç, Club de Futbol Sala Montsant, Carmen Castillo Lupion, Club Esportiu Sagrarenc, Casa de Ceuta en Barcelona, Federació de Creació Contemporània Escena Poblenou.

### 2016
Front d'Alliberament Gai de Catalunya (FAGC), Enric Argullol i Murgadas, Joan Tàpia i Nieto, Fundació Vicki Bernardet, Lluís Sierra Dib, Vicens Forner Puig, Escola de Músics i l'Escola de Música Juan Pedro Carrero, Associació Can Roger, Víctor E. Apolhinarios-Mouragna, Josep Maria Domingo i Pedret, Taula de Dones de la Marina, Escola Moragas, Taller Ocupacional Ariadna, Montserrat Puig Cardona, Associació AIS - Ajuda a la Infància Sense Recursos, Josefina Altés i Campà, Sala Beckett/Obrador Internacional de Dramatúrgia, Comitè Ciutadà per l'Homenatge a Salvador Allende, Josep Ferré Sempere, Coordinadora d'entitats SAP Muntanya, Associació Can Ensenya (Associació pro persones amb diversitat intel·lectual), Xavier Palos Ezquerra, Banc del Temps del Bon Pastor, Associació de Dones Ámbar Prim, Fundació Privada El Xop.

### 2017
RAI-Recursos d'Animació Intercultural, Grup Socarrel, Secretariat d'Entitats de Sants, Hostafrancs i la Bordeta, Plataforma Infantil i Juvenil de les Corts i Casa Cantabria a Barcelona, DonesFem, Associació Amics de la Gent Gran, Xarxa Educativa 0-18, Músics per la Pau i Associació Sociocultural La Indomable, Centre Cultural Els Catalanistes, Casa d'Andalucía, Fundació Boscana, Marta Estrada i Miyares, Magda Oranich i Solagran, José María Sanz Beltrán (Loquillo), Roberto Tierz, Rosario Martínez Muñoz, Maria Ortega Sorroche, Lluís Arboix i Pastor, Dolors Lázaro, Sacramento Burgos, Cristina Clota, Isabel Moreno Fernández, Isa Moren, María Martínez.

### 2018
Mercè Tatjer i Mir, Associació Catalana pels Drets Civils, Susanna Griso i Raventós, Rosa Maria Sardà Tàmaro, Ander Mirambell i Viñas, Maria Casas Mira, Organització d'Estibadors Portuaris de Barcelona, Joan Bordetas Castells, Fal·lera Gegantera de la Sagrada Família, Lluïsa Puigardeu Argelich, Basquet Ateneu Montserrat, AMPA UNIDES de Les Corts, Associació de Veïns de Pedralbes, Josep Mentruit Gerotina, Associació de Veïns del Farró, Sonia Klamburg, Federació de Colles de Sant Medir, Associació de Familiars i Amics de Nens Oncològics de Catalunya-AFANOC, Anna González, Institut Escola Antaviana, Esplai Druida, Escola Pegaso, Pròsper Puig Prignardelli, Pere Guarro Palau, Associació Sant Martí Esport (ASME).

### 2019
Sílvia Munt i Quevedo, Lola de la Fuente, Carme Trilla i Bellart, Joaquim Calvo Jacques, Joan Balañach Lloret, Alfons Solà i Riera, El Mirador dels Immigrants, Centre Esplai Totikap, Gisela Boronat Mula, Carlos Vallejo Calderón, Castellers del Poble Sec, Sants Les Corts Eix Comercial, Associació de les Companyies de Teatre de l'Auditori de les Corts (ACTAC), Jordi Llorach i Cendra, INOUT Hostel Barcelona, Ramon Calabuch i Batista (Moncho), Centre Moral i Instructiu de Gràcia, Comissió Festa Major del Carmel, Associació de Dones Taxonera-Penitents, Associació de Gent Gran de Torre Baró, Associació de Veïns de Prosperitat, Virgínia Cierco Aparicio, Associació de Veïns Congrés-Indians, Montse Milà Estrada, Leo Valero Alcantud.